# Starlets
Starlets war eine US-amerikanische Sitcom des Senders The WB aus dem Jahr 2000.
Erstmals wurde die Serie in Deutschland 2001 auf Premiere ausgestrahlt.

## Inhalt
Die Serie handelt von den Mätzchen der Schauspieler einer fiktionalen Prime-Time-Soap namens Grosse Pointe.
Hauptsächlich verulkt die Serie andere Produktionen von Darren Star wie Beverly Hills, 90210.

### Rollen
Hunter Fallow (Irene Molloy) ist das „Biest“ der Serie. Diese Rolle beinhaltet einige Züge von Shannen Doherty (bzw. ihrem Beverly Hills, 90210-Charakter Brenda Walsh) und deren Verhalten am Set einer Serie. Sie manipuliert die anderen, ist fies und sorgt überall für Unruhe. Sie würde jede Möglichkeit aus der Soap zu kommen und größere Sachen zu machen sofort nutzen.
Marcy Sternfeld (Lindsay Sloane) ist eine überaus freundliche Person mit vielen Eigenarten. Die Rolle dieser unsicheren und emotional verkrüppelten Person basiert ursprünglich auf Tori Spelling. Sie ist über 3 Jahre in Johnny Bishop verliebt, hat Bulimie (sie ist ein menschlicher Kalorienzähler), hat ein geringes Selbstwertgefühl und ist sich Daves Gefühle gegenüber ihr nicht bewusst.
Courtney Scott (Bonnie Somerville) ist ein nettes Mädchen und möchte unbedingt eine „echte“ Schauspielerin sein, nachdem sie in Arizona sehr erfolgreich auf der Bühne stand. Sie wird in ihrer Rolle der Laura Johnson in Grosse Pointe als Sexsymbol ausgebeutet. Außerdem ist sie in Japan unter dem Namen Big Breasts sehr bekannt. Courtney selbst ist als Parodie auf Jennie Garth, ihre Rolle Laura allerdings ist eine Parodie auf Tiffani-Amber Thiessens 90210 Rolle Valerie.
Johnny Bishop (Al Santos) ist der Frauenschwarm. Er wurde hauptsächlich wegen seines guten Aussehens eingestellt und weist so einige „Mängel“ bei der Schauspielerei auf. Er lebt ein einfaches Leben, surft, fährt einen Hummer und ist vernarrt in Courtney. Seine Rolle stellt eine Parodie auf Jason Priestley und dessen Rolle Brandon Walsh dar.
Quentin King (Kohl Sudduth) ist das Sexsymbol der Serie. Diese Rolle hat gewisse Ähnlichkeiten mit Luke Perry. Er ist glatzköpfig, muss daher ein Toupet tragen und versucht alles diese Tatsache vor der Öffentlichkeit geheim zu halten. Quentin ist süchtig nach bedeutungslosem Sex. Quentin soll eine Parodie auf Luke Perry und dessen Rolle Dylan McKay sein.
Dave May (Kyle Howard) ist gemeinsam mit Johnny zur Schule gegangen und hat ein wesentlich größeres Schauspieltalent als dieser. Trotzdem wurde er nur als Lichtdouble desselben angestellt. Er lebt in Johnnys Trailer und war eine Weile Hunters persönlicher Assistent. Dave mag Marcy, streitet dies aber Johnny gegenüber ab, und bringt auch nicht den Mut auf es ihr zu sagen.

## Besetzung
| Rolle                | Schauspieler      | Synchronsprecher | Rolle in der Serie          |
| -------------------- | ----------------- | ---------------- | --------------------------- |
| Hunter Fallow        | Irene Molloy      | Petra Maria Popp | Becky Johnson               |
| Johnny Bishop        | Al Santos         | Timmo Niesner    | Brad Johnson                |
| Marcy Sternfeld      | Lindsay Sloane    | Uta Kienemann    | Kim Peterson                |
| Courtney Scott       | Bonnie Somerville | Angela Ringer    | Laura Johnson               |
| Quentin Barnaby King | Kohl Sudduth      | Björn Schalla    | Stone Anders                |
| Dave May             | Kyle Howard       | Marcel Collé     | Lichtdouble                 |
| Rob Fields           | William Ragsdale  | Uwe Büschken     | Produzent und Drehbuchautor |
| Kevin                | Nat Faxon         | Dietmar Wunder   | Regieassistent              |
| Hope Lustig          | Joely Fisher      | Arianne Borbach  |                             |
| Richard Towers       | Michael Hitchcock | ?                | Ted Johnson                 |

## Gaststars
- Kristin Davis spielt sich selbst und wird als Gaststar in Grosse Pointe erwartet. (Folge 14: Das Ende einer Affäre)
- Jason Priestley spielt ebenfalls sich selbst. Er trifft in einer Gruppe anonymer Sexabhängiger auf Quentin und wird zu dessen Vorbild, nachdem er diesem anschaulich gezeigt hat, wie man enthaltsam leben kann. (Folge 15: Das Gegenteil von Sex)
- Auch Sarah Michelle Gellar spielt sich selbst. Sie besucht denselben Yogakurs wie Marcy und Hunter. Rob bittet daraufhin Marcy, Sarah zu überreden eine Gastrolle in Grosse Pointe zu übernehmen. Diese willigt jedoch nur unter der Auflage ein Marcys Rolle küssen zu dürfen. Hunter behauptet gegenüber Marcy, dass Sarah in sie verliebt sei. Als Marcy Sarah aus diesem Grund küsst, zieht diese ihre Einwilligung zurück. (Folge 16: Gute Beziehungen)

## Episoden
| Nr. | Englischer Titel         | deutscher Titel                     | US-Erstausstrahlung/ The WB | DE-Erstausstrahlung/ ProSieben | Quote                                             |
| --- | ------------------------ | ----------------------------------- | --------------------------- | ------------------------------ | ------------------------------------------------- |
| 01  | Pilot                    | Klappe, die Erste                   | 22.09.2000, 20:30 Uhr       | 19.06.2002, 17:02 Uhr          | ab 3: 0,68 Mio. (6,5 %) 14–49: 0,54 Mio. (11,7 %) |
| 02  | Thieves Like Us          | Diebe wie wir                       | 29.09.2000, 20:30 Uhr       | 22.06.2002, 16:59 Uhr          | ab 3: 0,67 Mio. (6,7 %) 14–49: 0,51 Mio. (11,4 %) |
| 03  | Prelude to a Kiss        | Küsschen, Küsschen                  | 06.10.2000, 20:30 Uhr       | 27.06.2002, 17:02 Uhr          | ab 3: 0,64 Mio. (5,9 %) 14–49: 0,51 Mio. (11,1 %) |
| 04  | Devil in a Blue Dress    | Eine dicke Chance                   | 13.10.2000, 20:30 Uhr       | 03.07.2002, 17:00 Uhr          | ab 3: 0,64 Mio. (5,8 %) 14–49: 0,49 Mio. (9,7 %)  |
| 05  | Halloween                | Hals über Kopf                      | 20.10.2000, 20:30 Uhr       | 13.07.2002, 16:57 Uhr          | ab 3: 0,72 Mio. (5,8 %) 14–49: 0,55 Mio. (10,4 %) |
| 06  | Mommie Dearest           | Mamis Liebling                      | 27.10.2000, 20:30 Uhr       | 20.07.2002, 17:00 Uhr          | ab 3: 0,63 Mio. (6,1 %) 14–49: 0,50 Mio. (11,5 %) |
| 07  | Sleeping with the Enemy  | Der Feind in meinem Bett            | 05.11.2000, 21:30 Uhr       | 20.07.2002, 17:29 Uhr          | ab 3: 0,65 Mio. (6,3 %) 14–49: 0,50 Mio. (11,8 %) |
| 08  | Satisfaction             | Höchste Gipfel                      | 12.11.2000, 21:30 Uhr       | 27.07.2002, 17:00 Uhr          | ab 3: 0,58 Mio. (6,4 %) 14–49: 0,45 Mio. (11,2 %) |
| 09  | Boys on the Side         | Männergeschichten                   | 19.11.2000, 21:30 Uhr       | 03.08.2002, 17:04 Uhr          | ab 3: 0,47 Mio. (10,4 %) 14–49: 0,54 Mio. (5,2 %) |
| 10  | Puppet Master            | Puppenspieler                       | 26.11.2000, 21:30 Uhr       | 10.08.2002, 17:04 Uhr          | ab 3: 0,82 Mio. (6,4 %) 14–49: 0,67 Mio. (11,8 %) |
| 11  | Star Wars                | Krieg der Sternchen                 | 17.12.2000, 21:30 Uhr       | 17.08.2002, 16:59 Uhr          | ab 3: 0,68 Mio. (6,4 %) 14–49: 0,58 Mio. (12,0 %) |
| 12  | Barenaked in America     | Heiße Photos                        | 07.01.2001, 21:30 Uhr       | 24.08.2002, 16:58 Uhr          | ab 3: 0,69 Mio. (6,5 %) 14–49: 0,56 Mio. (11,7 %) |
| 13  | Secrets and Lies         | Lügen und Geheimnisse               | 14.01.2001, 21:30 Uhr       | 31.08.2002, 16:58 Uhr          | ab 3: 0,67 Mio. (6,3 %) 14–49: 0,53 Mio. (11,3 %) |
| 14  | The End of the Affair    | Das Ende einer Affäre               | 04.02.2001, 21:30 Uhr       | 07.09.2002, 17:04 Uhr          | ab 3: 0,69 Mio. (7,2 %) 14–49: 0,55 Mio. (12,9 %) |
| 15  | Opposite of Sex          | Das Gegenteil von Sex               | 11.02.2001, 21:30 Uhr       | 14.09.2002, 17:05 Uhr          | ab 3: 0,49 Mio. (4,4 %) 14–49: 0,34 Mio. (7,0 %)  |
| 16  | Passion Fish             | Gute Beziehungen                    | 16.02.2001, 21:30 Uhr       | 21.09.2002, 17:04 Uhr          | ab 3: 0,80 Mio. (6,4 %) 14–49: 0,62 Mio. (10,8 %) |
| 17  | My Best Friend’s Wedding | Die Hochzeit meiner besten Freundin | 18.02.2001, 21:30 Uhr       | 28.09.2002, 17:03 Uhr          | ab 3: 0,77 Mio. (6,4 %) 14–49: 0,60 Mio. (11,4 %) |

## Kritik
- „Der erfolgreiche Produzent Darren Starr kreierte eine Parodie auf seine eigenen Quotenhits wie Beverly Hills, 90210 oder Melrose Place. In dieser herrlich schrägen Serie dreht sich alles um die Eitelkeiten der jungen TV-Sternchen Hunter (Irene Molloy), Marcy (Lindsay Sloane), Courtney (Bonnie Somerville) und ihrer männlichen Co-Stars Johnny (Al Santos) und Quentin (Kohl Sudduth), präsentiert als eine Art selbstironischer Blick auf die überkandidelte Showbranche. Die schmalztriefige Serie Grosse Pointe bietet alles, was das Fanherz begehrt: Liebe, Laster, Listigkeiten.“[2]
- Das Time Magazine schrieb die Serie sei „nett gecastet“, habe „ein kluges Timing“ und sei „ein frecher, boshafter Aufruhr“[3].
- Die New York Daily News schrieb, dass es „die witzigste und klügste Comedy“ sei, die WB jemals gehabt habe.[4]

## Auszeichnungen
- 2001: Nominiert für den Artios Award in der Kategorie Bestes Casting TV, Comedy Pilot (Best Casting for TV, Comedy Pilot); (Greg Orson)

## DVD
Im Januar 2006 verkündete Sony Pictures Home Entertainment, dass die Serie am 14. März 2006 auf DVD veröffentlicht werde. Später wurde die Veröffentlichung plötzlich gestoppt und einige Monate später wurde verkündet, dass sie nun exklusiv bei amazon.com am 7. November 2006 veröffentlicht würde. Trotzdem verzögerte sich die Auslieferung erneut aber letztendlich wurde die DVD Ende November geliefert.
Am 4. Dezember 2006 verkündete Sony, dass die DVD auch außerhalb vom Amazon am 13. Februar 2007 veröffentlicht werde.
Der Vorspann und der Titelsong sind je nur einmal auf jeder Disk des DVD-Sets zu hören: In der Pilotepisode auf der 1. und in der Folge Puppenspieler auf der zweiten DVD. Die Kosten für die Nutzung von Sex Bomb von Tom Jones in jeder Episode wurden als zu hoch erachtet.
Alle anderen Episoden mussten neu bearbeitet werden um den Vorspann zu entfernen und die Castcredits in die Eröffnungsszene einer jeden Episode zu packen.
Die DVD-Extras beinhalten ein Interview mit Darren Star und Kommentare zu den folgenden Episoden:
- Die erste Klappe (Pilot, mit Darren Star)
- Devil in a Blue Dress (mit Darren Star und Co-Executive Producer Robin Schiff)
- Höchste Gipfel (Satisfaction, mit Darren Star und Robin Schiff)
- Lügen und Geheimnisse (Secrets and Lies, mit Darren Star und Robin Schiff)

Eine deutsche DVD-Veröffentlichung ist bisher nicht geplant.